# Árpád Milinte
Árpád Milinte (ur. 4 maja 1976 roku w Marcali) – węgierski piłkarz, grający na pozycji bramkarza.